# Општина Аврам Јанку (Алба)
Аврам Јанку (рум. Avram Iancu) општина је у Румунији у округу Алба.
Oпштина се налази на надморској висини од 837 m.